# Fergrupo
A Fergrupo, Construções e Técnicas Ferroviárias, S.A., mais conhecida pela designação FERGRUPO ou Fergrupo, é uma empresa portuguesa de engenharia e construção ferroviária.

## Ver também

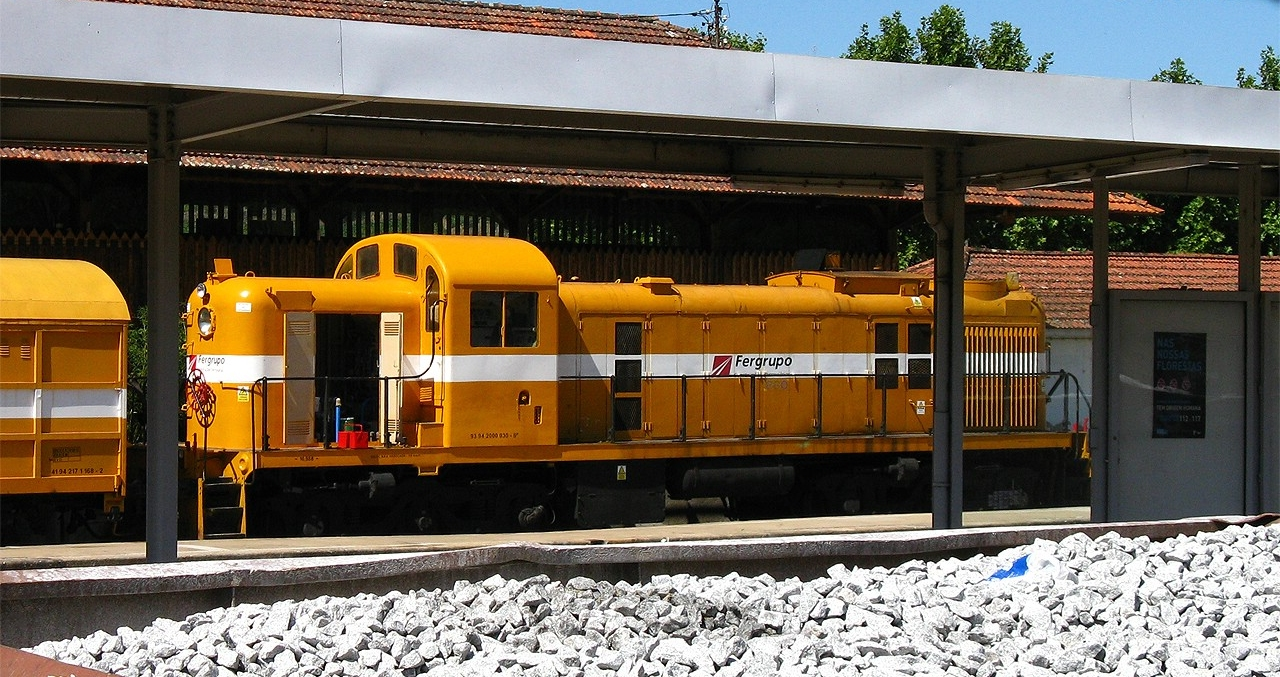
Antiga locomotiva da Série 1500 dos Caminhos de Ferro Portugueses, ao serviço da Fergrupo, na Estação de Régua, em 2009.